# Moema (métro de São Paulo)
Pour les articles homonymes, voir Moema (homonymie).
Moema (en portugais : Estação Moema) est une station de la ligne 5 (Lilas) du métro de São Paulo. Elle est située avenida Ibirapuera, dans le quartier de Moema, à São Paulo au Brésil.
Mise en service en 2018, elle est exploitée par le concessionnaire ViaMobilidade.

## Situation sur le réseau

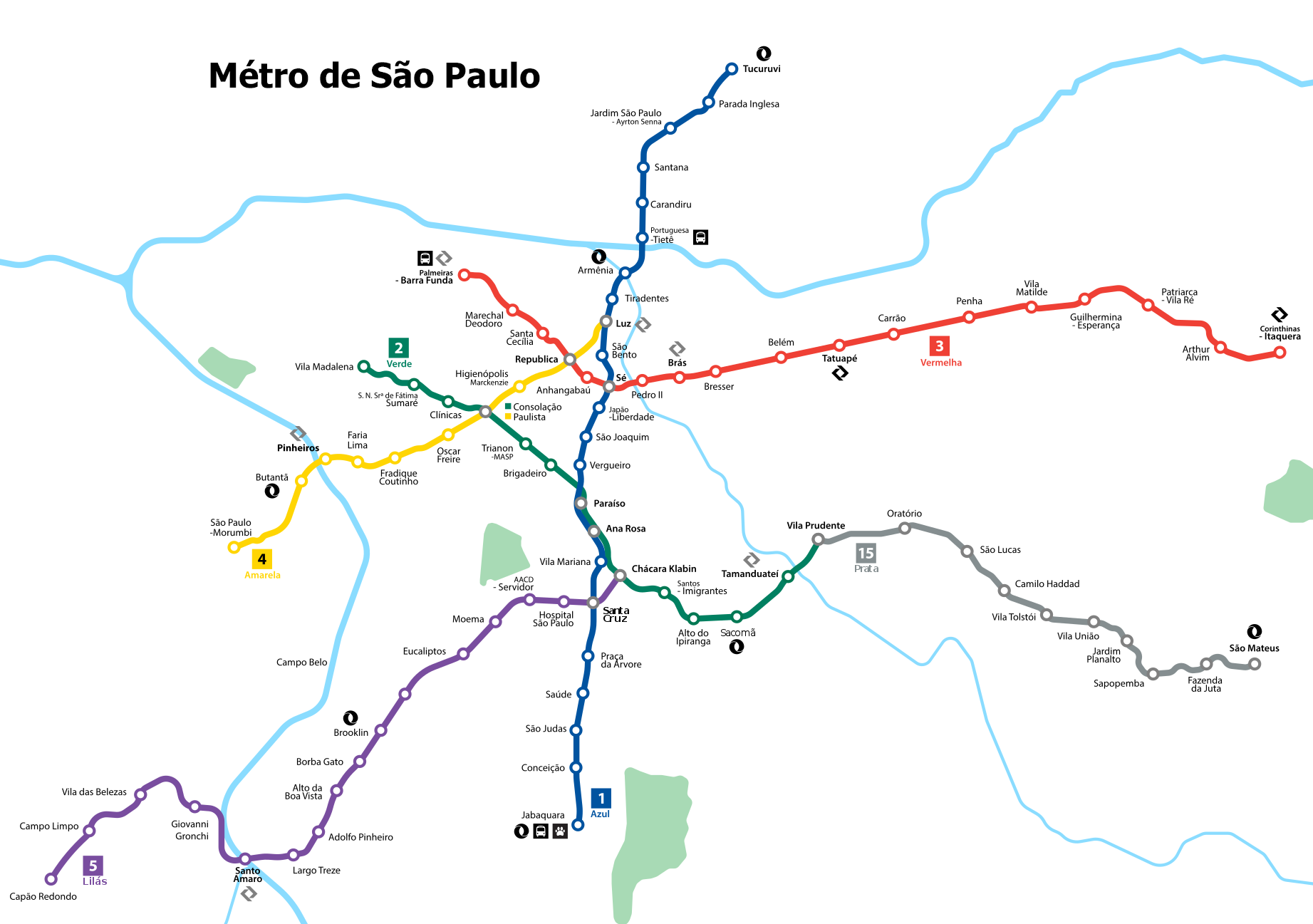
Plan du Métro de São Paulo 2020.

Établie en souterrain, la station Moema est située sur la ligne 5 (Lilas) entre les stations Eucaliptos, en direction du terminus Capão Redondo, et AACD-Servidor, en direction du terminus Chácara Klabin.
Elle dispose d'un quai central encadré par les deux voies de la ligne.

## Histoire

### Projets et réalisations
Initialement, les prévisions de livraison de la station étaient pour 2014, mais un soupçon de corruption par collusion d'entreprises du parquet a fini par suspendre les travaux pendant 15 mois, entraînant le retard. Pour cette raison et aussi parce que les expropriations ont également reporté le début des travaux, l'inauguration de la station a fini par être reportée à 2018.
Par la suite, en raison de l'avancée des travaux, le gouverneur Geraldo Alckmin a avancé la mise en service de la station à décembre 2017, avec la station Eucaliptos, cependant en novembre 2017, le métro a déclaré que la livraison des stations se ferait "dans le mois à venir". En février, le secrétaire des transports Clodoaldo Pelissoni a promis d'ouvrir en avril 2018.
Comme pour les autres stations de la ligne 5, la station Moema dispose d'un espace vert. Il peut compter sur des événements tels que des campagnes de vaccination, des foires et des expositions. L'initiative a été approuvée par la présidente de l'association des résidents de Moema, selon elle, l'association veut éviter d'abattre des arbres à cause des travaux. Une étude réalisée par la société Tiisa a mis en évidence la possibilité d'entretenir 76 arbres, d'en transplanter 6 et d'en enlever 33 dans les ouvrages des stations Moema et Eucaliptos. 110 arbres seraient plantés pour compenser l'impact des travaux,.
À l'origine sur les plans du métro de São Paulo de 1968, la station Moema était le terminus de la première phase d'une branche de la ligne 1 - Bleue, à partir de l'actuelle station Paraíso, en suivant l'avenida 23 de Maio et plus tard l'avenida Ibirapuera. La deuxième phase d'expansion de la ligne secondaire, se poursuivrait jusqu'à la station Santo Amaro, et aurait probablement un trajet similaire à l'actuelle ligne 5 - Lilas,. 

### Mise en service
Après que sa livraison ait été reportée à plusieurs reprises, le 31 mars 2018, lors de la cérémonie de mise en service de la ligne 13-Jade de la CPTM, le gouverneur Geraldo Alckmin a finalement confirmé la livraison officielle de la gare de Moema au 5 avril 2018. Le 31 août de la même année, il a commencé à fonctionner pendant les heures de bureau, parallèlement à l'inauguration de la station AACD - Servidor. La station est souterraine, exécutée dans une tranchée couverte avec structure en béton apparent et couvrant l'accès principal par un dôme en acier et en verre, pour un éclairage naturel. Il dispose de deux accès, à la fois avec des escaliers mécaniques dans les deux sens et des ascenseurs pour les personnes handicapées et à mobilité réduite. Il dispose d'une mezzanine avec billetterie et distribution de voyageurs, ainsi que de deux quais latéraux.

Inauguration
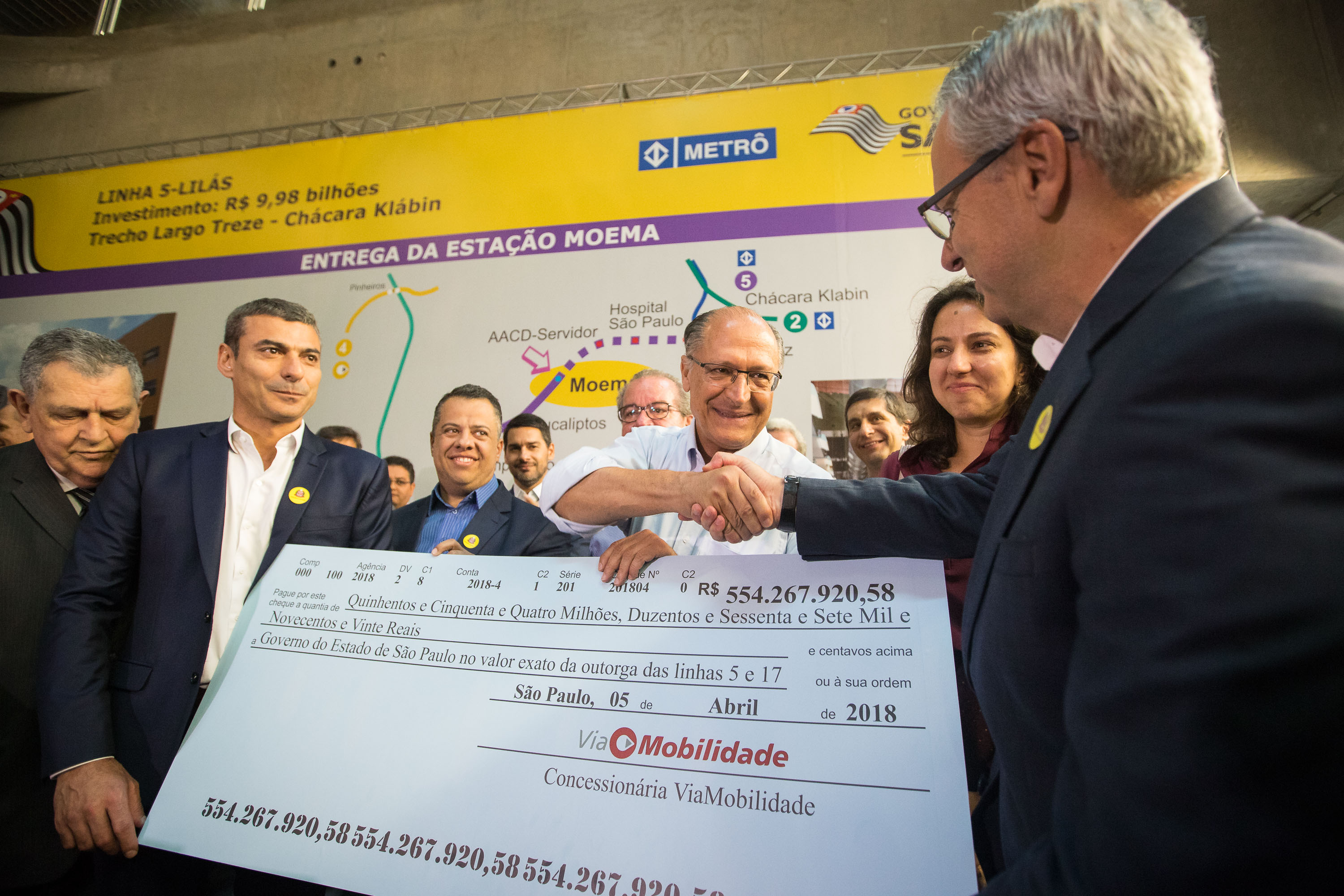
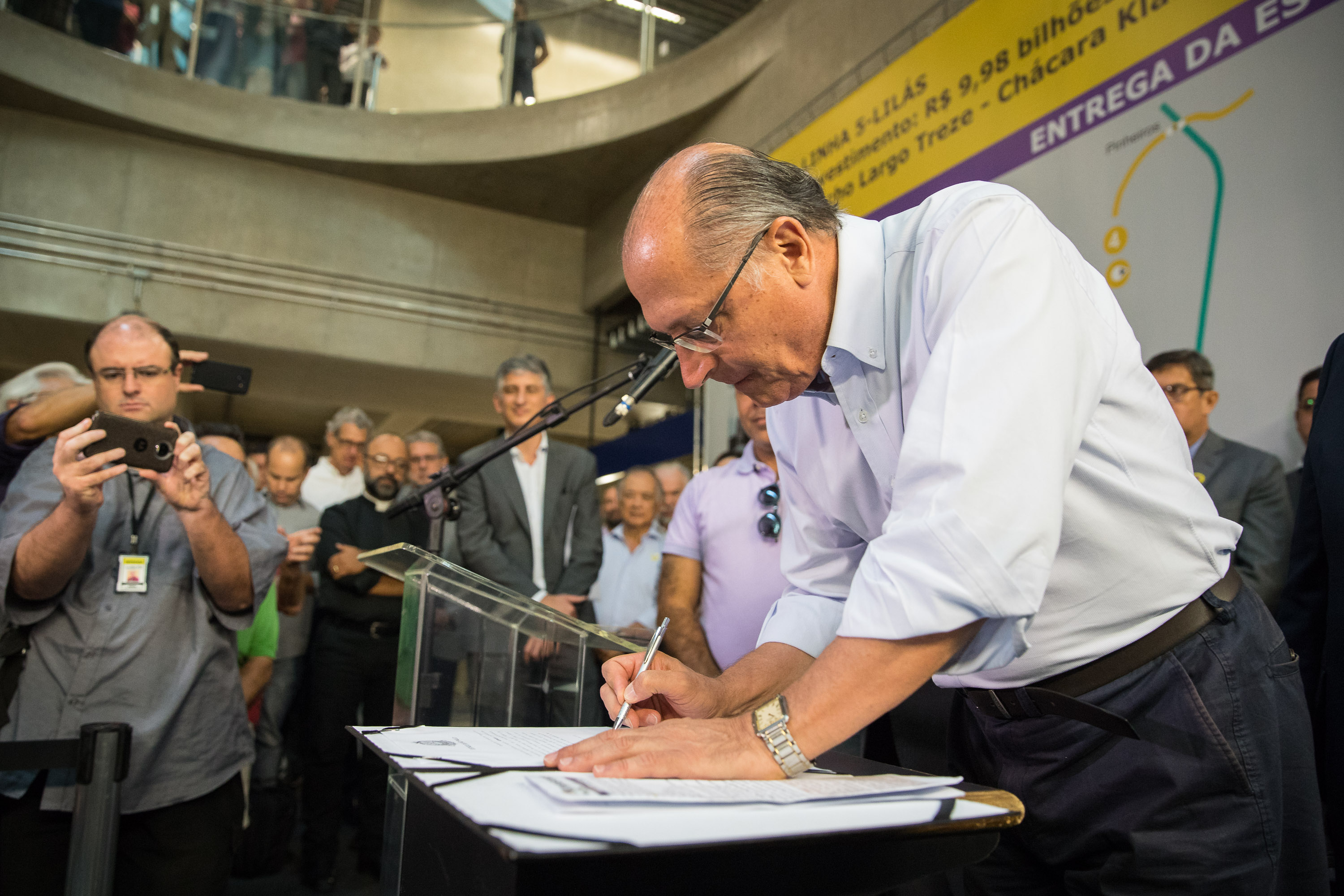
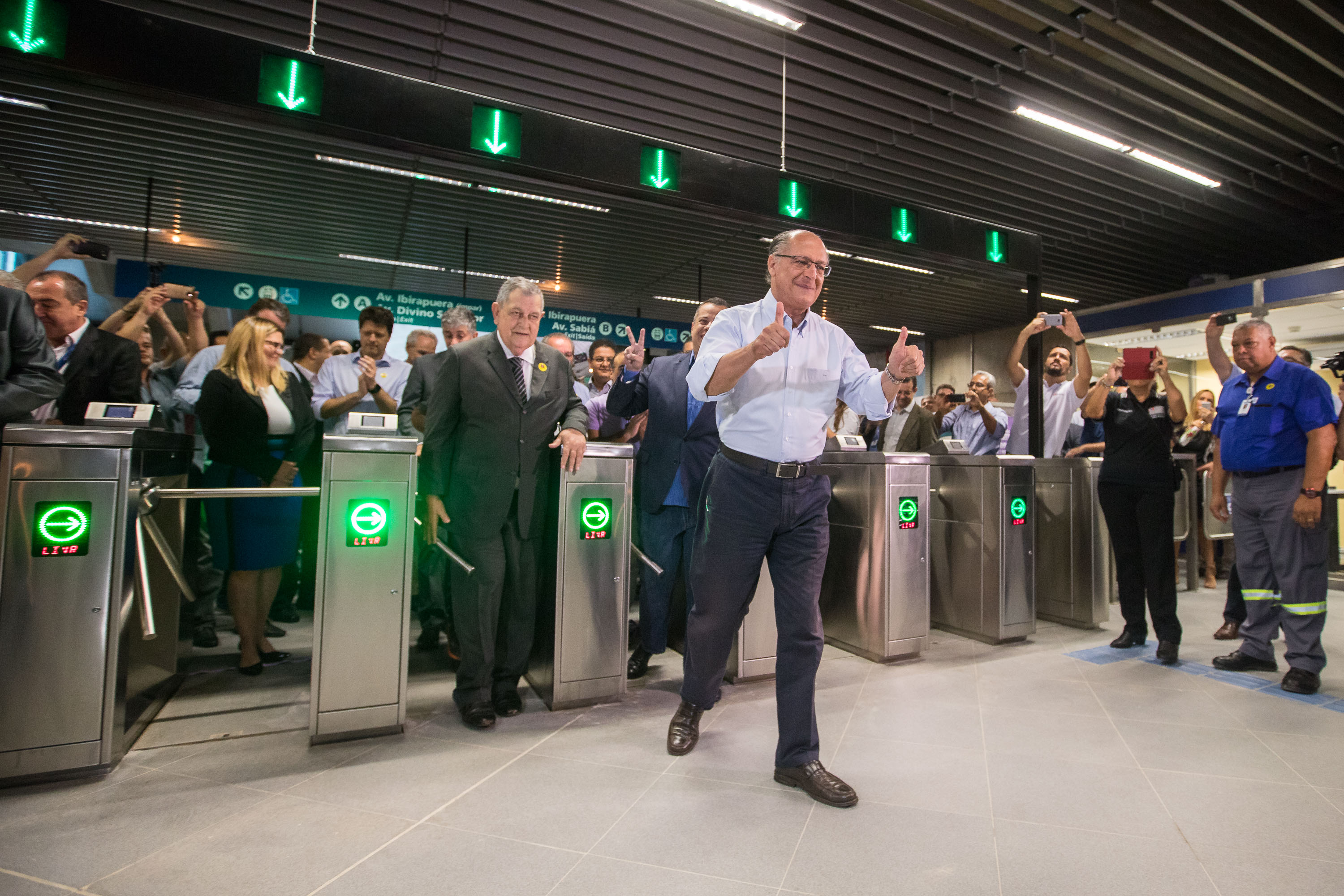

## Services aux voyageurs

### Accès et accueil
La station est située à un croisement entre l'avenida Ibirapuera avec l'avenida Jamaris et l'avenida Divino Salvador, dans le quartier d'Indianópolis (pt), dans le district de Moema, dans la zone centre-sud de São Paulo.

Les installations
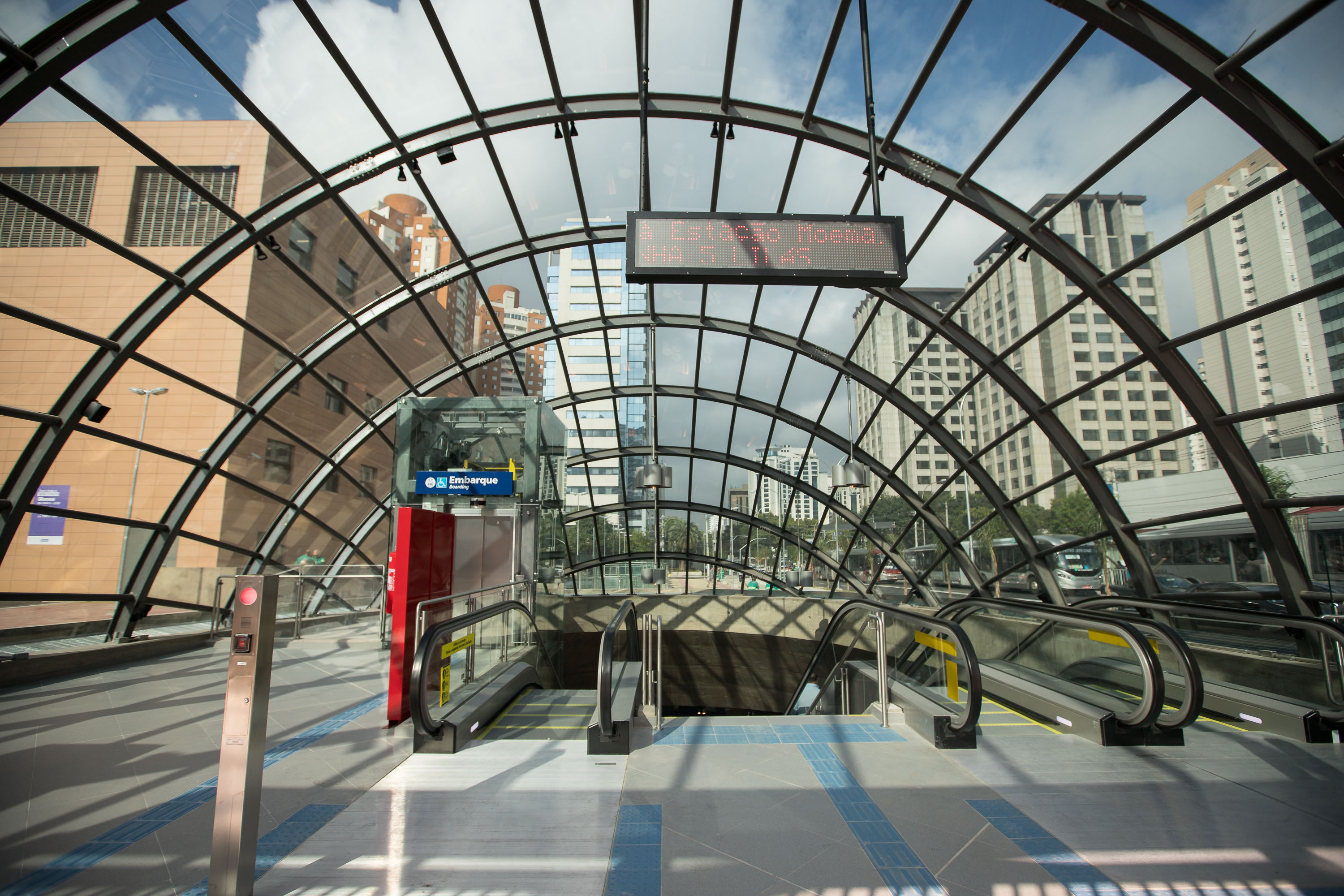
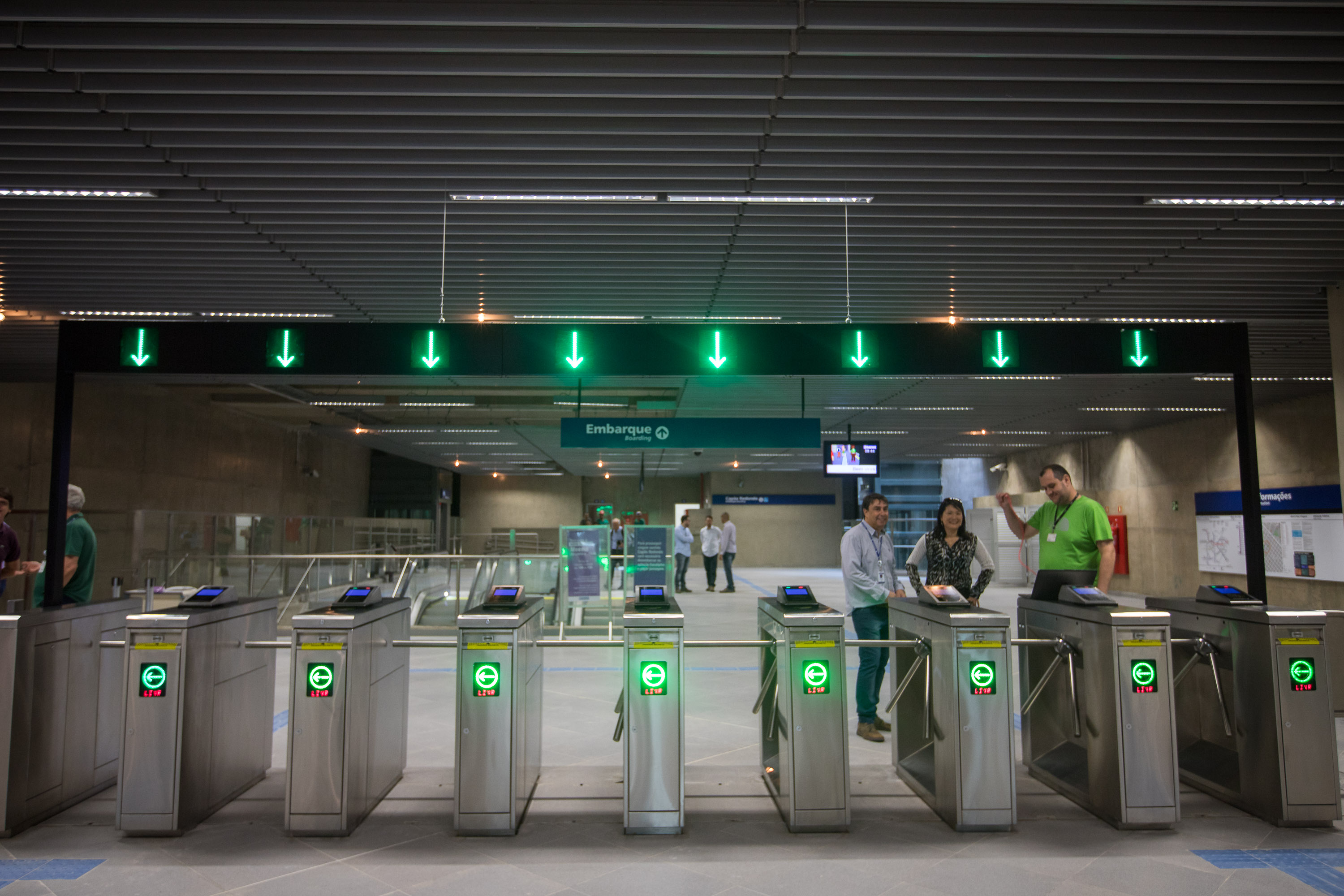
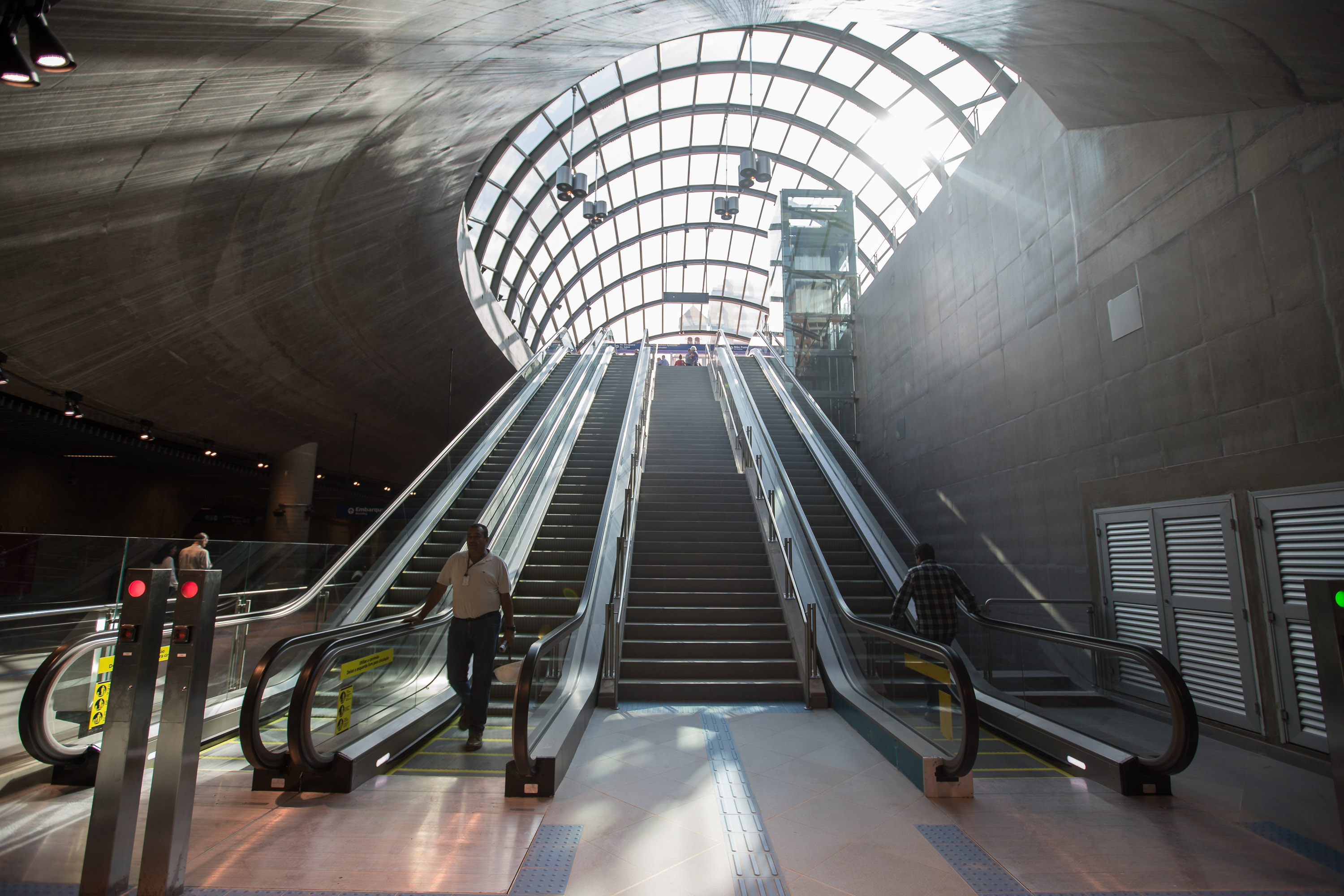

### Desserte
Moema est desservie, tous les jours de 4h40 à minuit, par les rames de la ligne 5 du métro de São Paulo.

Les installations et desserte
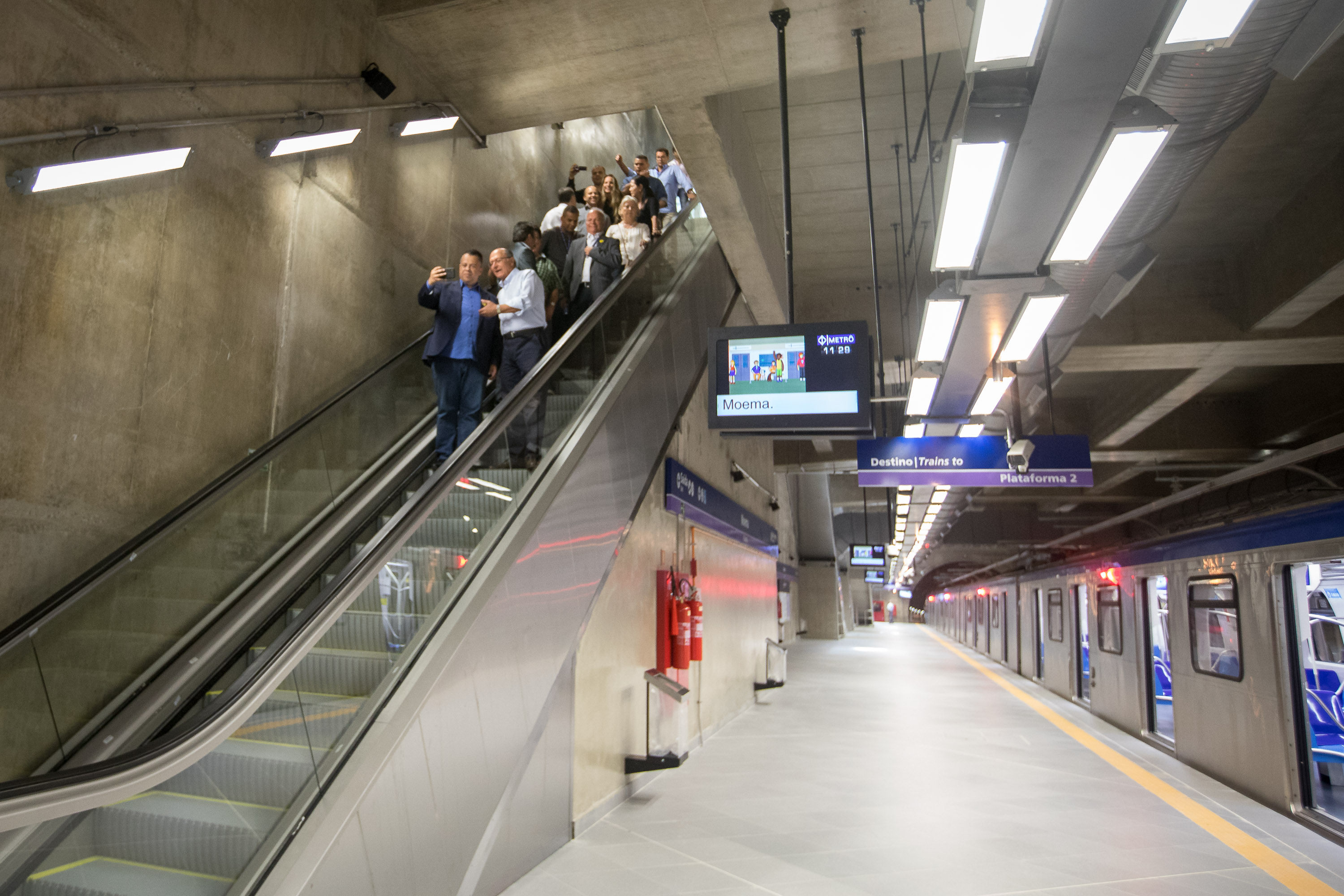
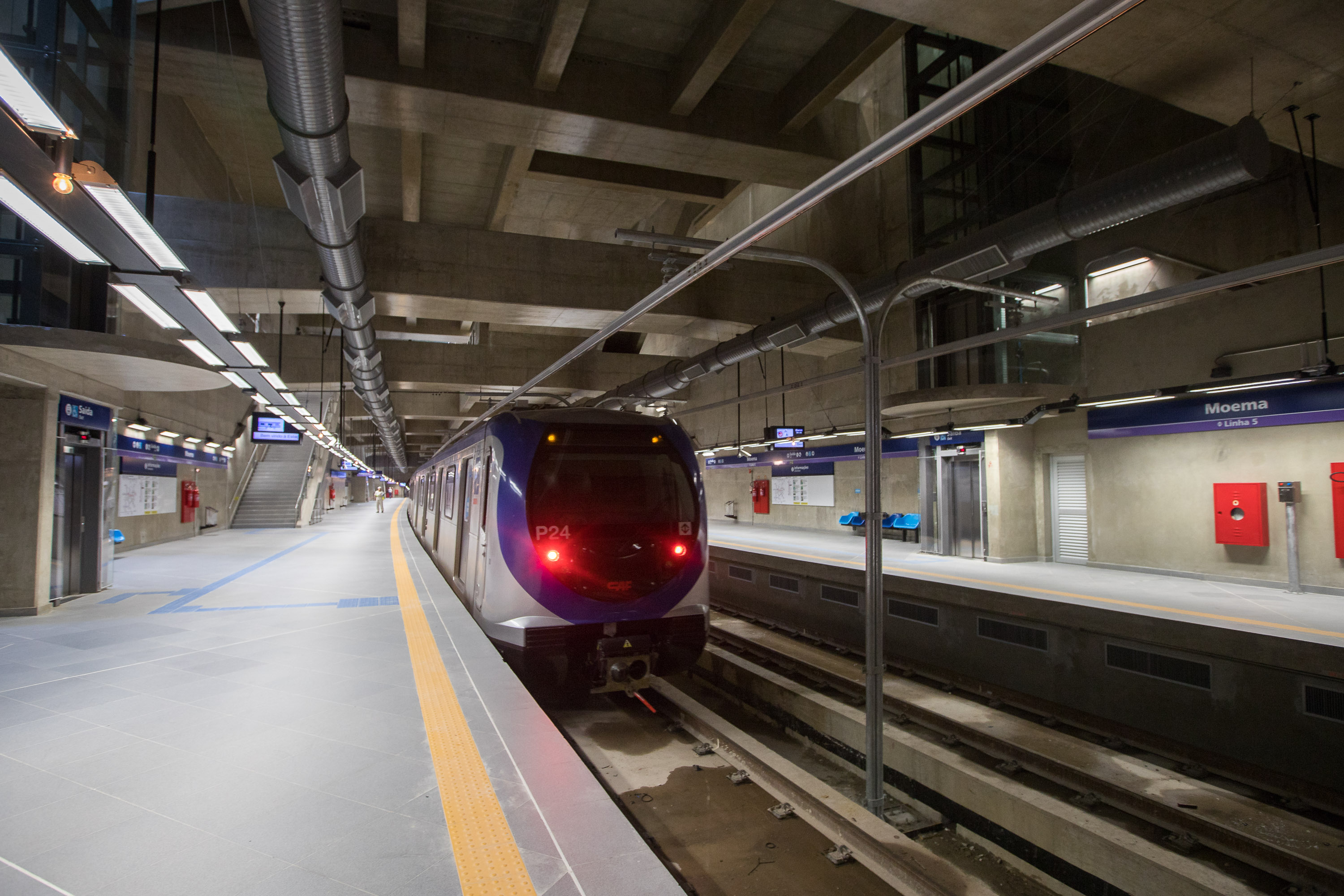
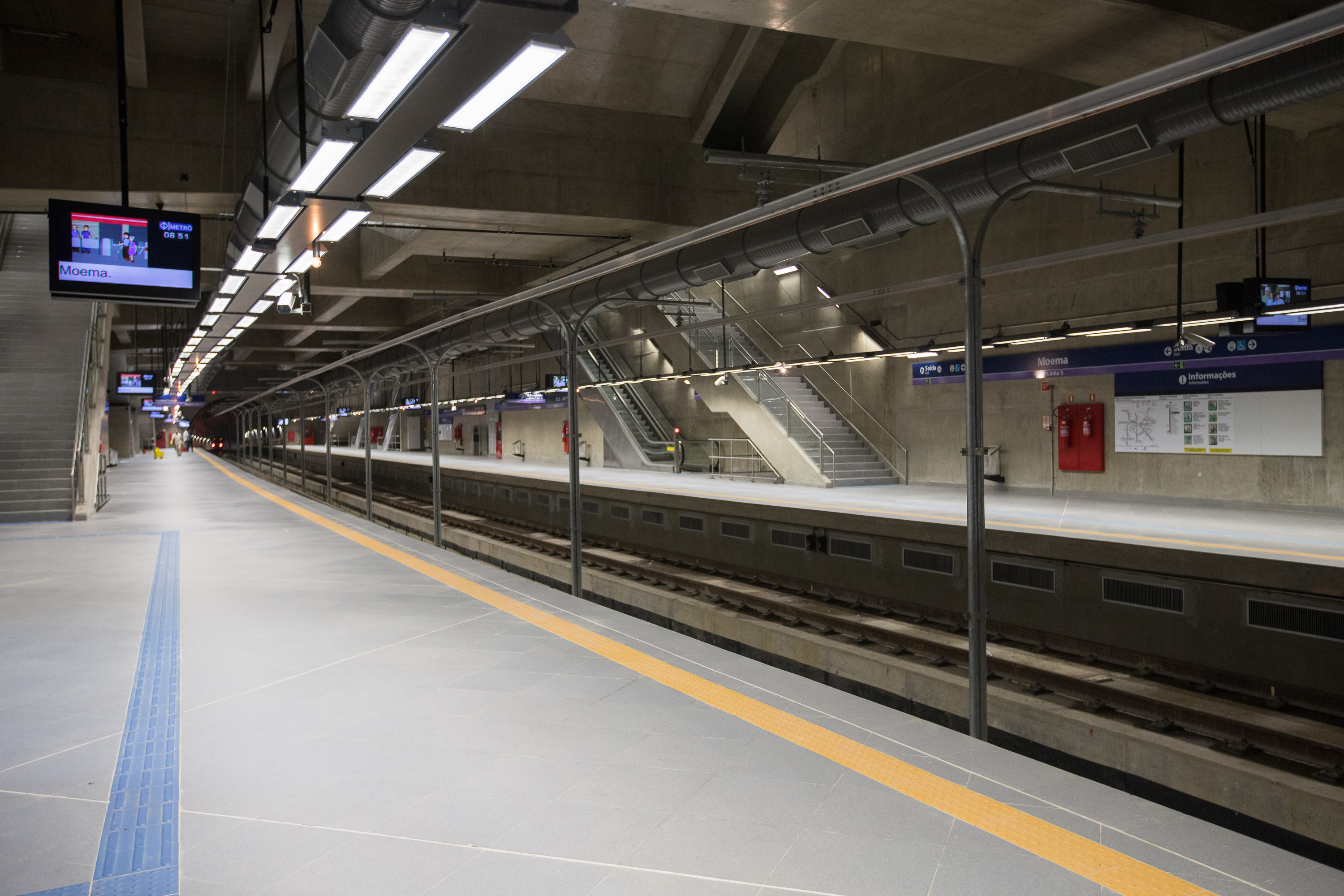

## Projets
À l'instar de la station Eucaliptos, la station Moema aura une intégration tarifaire avec le corridor de bus Vereador José Diniz - Ibirapuera - Centro, sur l'avenida Ibirapuera, en face de la station.

## À proximité
- Notre-Dame d'Aparecida